# Bernd-Dietrich Katthagen
Bernd-Dietrich Katthagen (* 18. Dezember 1952 in Hagen) ist ein deutscher Orthopäde.

## Leben
Als Sohn des Orthopäden Alfred Katthagen und seiner Frau Margarete geb. Klein besuchte Katthagen das humanistische Albrecht-Dürer-Gymnasium Hagen. Nach dem Abitur studierte er ab 1971 an der Georg-August-Universität Göttingen und ab 1974 an der Christian-Albrechts-Universität zu Kiel Medizin. Seit 1971 ist er Mitglied des  Corps Hannovera. 1977 bestand er das Staatsexamen in Kiel. Im Jahr darauf wurde er zum Dr. med.  promoviert. Die chirurgische Grundausbildung machte er im  Berufsgenossenschaftlichen Universitätsklinikum Bergmannsheil und in der Paracelsusklinik in Marl. 1981 ging er in die Orthopädie vom Universitätsklinikum des Saarlandes. Dort wurde er 1984 Facharzt für Orthopädie. Seit 1985 habilitiert, wechselte er 1989 ins Universitätsklinikum Gießen, wo er 1992 zum apl. Professor ernannt wurde. Im selben Jahr wurde er zum Direktor der Orthopädischen Klinik im  Klinikum Dortmund gewählt. Er ist verheiratet und hat zwei Töchter und einen Sohn.

## Preise
- Johann-Georg-Heine-Preis der  Deutschen Gesellschaft für Orthopädie und Traumatologie (1986)
- ASG-Stipendium der DGOT (1987)[1]

## Werke
- Knochenregeneration mit Knochenersatzmaterialien. Eine tierexperimentelle Studie. Springer, Heidelberg 1986.
- Schultersonographie. Technik – Anatomie – Pathologie. Thieme, Stuttgart 1988.
- mit Hans-Werner Springorum: Aktuelle Schwerpunkte der Orthopädie. Stuttgart 1992.
- mit Klaus Buckup: Hauptsache Gesundheit. Welche Zukunft hat die Medizin? Steinkopf, Darmstadt 1999, ISBN 3-7985-1189-6.